# Eva Zilcher
Eva Zilcher (* 25. November 1920 in Würzburg; † 20. Jänner 1994 in Wien) war eine deutsche Schauspielerin, die jahrzehntelang in Wien arbeitete.

## Leben
Eva Zilcher war eine Tochter des Pianisten und Komponisten Hermann Zilcher und der Schauspielerin Luise Henrich.
Die Schauspielerin, die später auch Schauspielunterricht gab, debütierte 1939 in Köln. Danach hatte sie ab 1941 Auftritte an den Städtischen Bühnen in Graz. Ab 1944 erhielt Zilcher, von Heinz Hilpert nach Wien geholt,  Engagements in mehreren Wiener Theatern und Bühnen (Volkstheater; Insel; Theater in der Josefstadt; Scala Wien).
Ab 1960 spielte sie am Wiener Burgtheater zahlreiche Rollen, unter anderem in Stücken von Brecht, Grillparzer, Schiller, Shakespeare und Dürrenmatt. Zwischendurch gab sie zudem Gastspiele in Basel, Berlin und Zürich. Sie wurde mit dem Berufstitel Kammerschauspielerin ausgezeichnet.
Eva Zilcher ruht auf dem Wiener Zentralfriedhof (Gruppe 33 G, Grab 72), gemeinsam mit ihrer Lebensgefährtin Dorothea Neff, in einem Ehrengrab der Stadt Wien.
Im September 2011 wurde am Volkstheater in Wien das von Felix Mitterer für das Haus geschriebene Stück Du bleibst bei mir uraufgeführt. Es befasst sich damit, dass sich Dorothea Neff spontan entschloss, ihre jüdische Freundin Lily Wolff auf Kriegsdauer vor den NS-Schergen zu verstecken. Eva Zilcher ist als Mitwisserin und Konkurrentin Wolffs um die Zuneigung Neffs Teil des auf tatsächlichen Ereignissen beruhenden Stücks.
2016 wurde im 10. Wiener Gemeindebezirk Favoriten die Eva-Zilcher-Gasse nach ihr benannt.

## Filmografie
- 1955: Dunja
- 1960: Die Falle (TV)
- 1962: Santa Cruz (TV)
- 1963: Attentat (TV)
- 1963: Teufelskreise (TV)
- 1964: Nathan der Weise (TV)
- 1965: Schloßpension Fürstenhorst (TV)
- 1965: Dem Himmel näher (TV)
- 1966: König Ottokars Glück und Ende (TV)
- 1967: Ostwind (TV)
- 1967: Der Mieter (TV)
- 1969: Juno und der Pfau (TV)
- 1970: Ardele oder Das Gänseblümchen (TV)
- 1971: Und Jimmy ging zum Regenbogen
- 1972: Libussa (TV)
- 1976: Die Alpensaga (Fernsehserie, Folge: Liebe im Dorf)
- 1976: Karl, der Gerechte (Fernsehserie)
- 1981: Die liebe Familie (Fernsehserie, Folge: Karsamstag)
- 1983: Ringstraßenpalais (Fernsehserie, 4 Folge)
- 1984: Waldheimat (Fernsehserie, 3 Folge)
- 1985: Via Mala (TV)
- 1989: Wiesenthal (TV)